# Збірна Данії з хокею із шайбою
Збірна Данії з хокею із шайбою — національна команда Данії, що представляє країну на міжнародних змаганнях з хокею із шайбою. Командою опікується Хокейний Союз Данії. Найкращі досягнення команди на чемпіонатах світу почалися опісля 2000 року — 2003 році команда піднялася на 11 щабельку світового хокейного форуму. В самій Данії налічується 4255 хокеїстів (0,07% населення).

## Турнірні здобутки

### На зимових Олімпіадах
У Зимових Олімпійських іграх збірна Данії участі не брала.

### На чемпіонатах світу
- 1949 — 10-е місце
- 1962 — 6-е місце Група B
- 1963 — 3-є місце Група C
- 1966 — 2-е місце Група C
- 1967 — 3-є місце Група C
- 1969 — 6-е місце Група C
- 1970 — 5-е місце Група C
- 1971 — 6-е місце Група C
- 1972 — 7-е місце Група C
- 1973 — 7-е місце Група C
- 1975 — 6-е місце Група C
- 1976 — 4-е місце Група C
- 1977 — 2-е місце Група C
- 1978 — 3-є місце Група C
- 1979 — 8-е місце Група B
- 1981 — 4-е місце Група C
- 1982 — 3-є місце Група C
- 1983 — 4-е місце Група C
- 1985 — 5-е місце Група C
- 1986 — 5-е місце Група C
- 1987 — 2-е місце Група C
- 1989 — 8-е місце Група B
- 1990 — 2-е місце Група C
- 1991 — 2-е місце Група C
- 1992 — 4-е місце Група B
- 1993 — 4-е місце Група B
- 1994 — 5-е місце Група B
- 1995 — 5-е місце Група B
- 1996 — 6-е місце Група B
- 1997 — 8-е місце Група B
- 1998 — 4-е місце Група B
- 1999 — 1-е місце Група B
- 2000 — 5-е місце Група B
- 2001 — 3-є місце Дивізіон I, Група A
- 2002 — 1-е місце Дивізіон I, Група B
- 2003 — 11-е місце
- 2004 — 12-е місце
- 2005 — 14-е місце
- 2006 — 13-е місце
- 2007 — 10-е місце
- 2008 — 12-е місце
- 2009 — 13-е місце
- 2010 — 8-е місце
- 2011 — 11-е місце
- 2012 — 13-е місце
- 2013 — 12-е місце
- 2014 — 13-е місце
- 2015 — 14-е місце
- 2016 — 8-е місце
- 2017 — 12-е місце
- 2018 — 10-е місце
- 2019 — 11-е місце
- 2021 — 12-е місце
- 2022 — 9-е місце
- 2023 — 10-е місце
- 2024 — 13-е місце
- 2025 — 4-е місце

## Відомі гравці й тренери
- Міккель Бедкер
- Єспер Дамгард
- Йеспер Дуус
- Ларс Еллер
- Яннік Гансен
- Петер Гірш
- Франс Нільсен
- Петтер Регін
- Кім Стал